# Casa de reposo

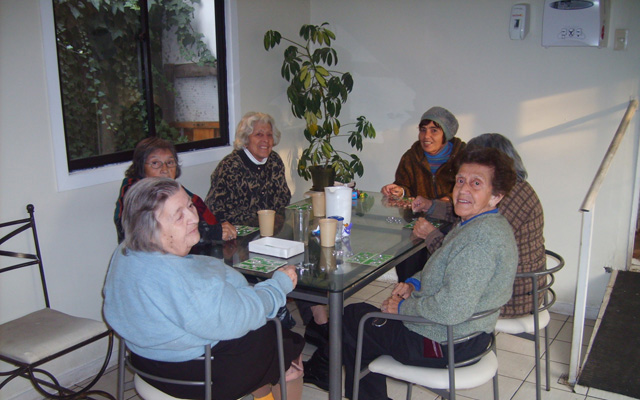
Casa de reposo para mujeres

Una casa de reposo, hogar de retiro u hogar de ancianos es un establecimiento de larga estadía para adultos mayores. En estos establecimientos viven temporal o permanentemente personas mayores en la mayoría de los casos con determinado grado de dependencia.
Por lo general, cada persona o pareja en el hogar tiene una habitación estilo apartamento o un conjunto de habitaciones. Instalaciones adicionales se proporcionan dentro del edificio. Esto puede incluir instalaciones para comidas, reuniones, actividades recreativas y algún tipo de atención médica o de cuidados paliativos. Un lugar en una casa de retiro se puede pagar en régimen de alquiler, como un apartamento, o se puede comprar a perpetuidad de la misma manera que un condominio.
Un hogar de retiro difiere de una residencia de personas mayores principalmente en el nivel de atención médica brindada. Las comunidades de retiro, a diferencia de las casas de retiro, ofrecen hogares separados y autónomos para los residentes.

## Regulación

### Chile
Según la ley chilena, se considera establecimiento de larga estadía para adultos mayores, aquel autorizado por el Servicio de Salud correspondiente para recibir adultos mayores que por motivos biológicos, psicológicos o sociales, requieran de un medio ambiente protegido y cuidados diferenciados para la mantención de su salud y funcionalidad, y no representan una alternativa a un establecimiento de salud como hospitales o centros médicos. Deberán poseer, las siguientes dependencias bien diferenciadas e iluminadas y que no tengan barreras arquitectónicas:
- Al menos una oficina/sala de recepción, que permita mantener entrevistas en privacidad con los residentes y sus familiares.
- Los establecimientos de más de un piso deberán contar con un ascensor que permita la cabida de una camilla.
- Zonas de circulación, con pasillos de una amplitud mínima de 94 centímetros, bien iluminados, sin desniveles o con rampas, si los hay. Si tiene escaleras, éstas deben tener un ancho mínimo de 94 centímetros, con pasamanos en ambos lados y peldaños evidenciados, no pudiendo ser de tipo caracol.
- Sala de estar o de usos múltiples con capacidad para el 100% de los residentes en forma simultánea, con iluminación natural, televisión y elementos de recreación para los residentes, tales como juegos, revistas, libros, etc.
- Zonas exteriores para recreación, con 1 metro cuadrado mínimo por residente, de patio, terraza o jardín.
- Comedor suficiente para el 50% de los residentes simultáneamente.
- Dormitorios con un máximo de cuatro camas, guardarropa individual y un velador por cama, considerando espacio para un adecuado desplazamiento de las personas según su autonomía. Contará con un timbre de tipo continuo por cama.
- Al menos el 10% de las camas deberán corresponder a catres clínicos, los que se incrementarán de acuerdo al grado de dependencia institucional.
- Los servicios higiénicos deben estar cercanos a los dormitorios y ser de fácil acceso. Deberá haber a lo menos un baño con ducha por cada seis residentes y un baño por piso que permita la entrada de silla de ruedas. Los pisos de éstos serán antideslizantes, contarán con agua caliente y fría, agarraderas de apoyo, duchas que permitan el baño auxiliado y entrada de elementos de apoyo y timbre de tipo continuo.
- La cocina deberá cumplir con las condiciones higiénicas y sanitarias que aseguren una adecuada recepción, almacenamiento, preparación y manipulación de los alimentos, su equipamiento, incluida la vajilla estará de acuerdo al número de raciones a preparar. El piso y las paredes serán lavables; estará bien ventilada, ya sea directamente al exterior o a través de campana o extractor.

- Lugar cerrado para mantener equipamiento e insumos médicos y de enfermería mínimos tales como esfigmomanómetro, estetoscopio, termómetros, botiquín de primeros auxilios y archivo de historias clínicas.
- Lugar cerrado destinado a guardar los útiles de aseo.
- Lavadero con pileta, con un lugar de  recepción y almacenamiento para la ropa sucia, lavadora adecuada al número de residentes e implementación para el secado y planchado de la ropa, además de un lugar para clasificar y guardar la ropa limpia.
- Si existe servicio externo de lavado, se asignarán espacios para clasificar y guardar ropa sucia y limpia.
- En relación con el personal, el establecimiento deberá cumplir con las disposiciones del Reglamento sobre Condiciones Sanitarias y Ambientales Básicas en los Lugares de Trabajo.

El establecimiento deberá contar con personal idóneo, en cantidad suficiente para satisfacer en forma permanente y adecuada la atención integral de los residentes, de acuerdo a su número y condiciones físicas y psíquicas.
Las residencias, de hasta veinte camas, con una proporción de 80 o más de residentes autovalentes, deberá contar con:
- Auxiliar de enfermería: un auxiliar de enfermería cada 20 residentes o fracción inferior a ello, las 24 horas.
- Personal capacitado en el cuidado de ancianos o discapacitados (cuidador o asistente geriátrico) cuya función es principalmente de higiene, confort y entretenimiento de los residentes:
  - Residencias con 80% de residentes autovalentes, tendrán:
    - 1 Persona por cada 10 residentes horario diurno.
    - 1 Persona por cada 20 residentes horario nocturno.

  - Residencias con 50% de residentes dependientes, tendrán:
    - 1 Persona por cada 5 residentes horario diurno.
    - 1 Persona por cada 10 residentes horario nocturno.
- Manipulador de alimentos con carné sanitario al día: 1 persona por cada 20 residentes o fracción inferior a ello.
- Auxiliar de servicio: 1 persona por cada 20 residentes, horario diurno.

Este personal deberá ser incrementado proporcionalmente en base al número de camas y el grado de dependencia de los residentes.
De forma adicional y optativa podrán contar con un kinesiólogo, terapeuta ocupacional o profesor de educación física con formación gerontológica, para la rehabilitación y mantenimiento de las funciones biopsico sociales de los residentes y con la asesoría técnica de una nutricionista para la confección de minutas y dietas.
También de forma opcional podrá contar con los servicios de un médico para el control de salud de los residentes, sin perjuicio del derecho de éstos a tener su médico tratante. En el caso de que se requiera de atención médica y no se cuente con el profesional, se recurrirá al servicio de salud público o privado al que tenga derecho el residente.